# Herrera de los Navarros (kommun)
Herrera de los Navarros är en kommun i Spanien.   Den ligger i provinsen Provincia de Zaragoza och regionen Aragonien, i den nordöstra delen av landet, 240 km öster om huvudstaden Madrid. Antalet invånare är 576.